# Dinocryptus simulatus
Dinocryptus simulatus är en stekelart som beskrevs av Gupta 1983. Dinocryptus simulatus ingår i släktet Dinocryptus och familjen brokparasitsteklar. Inga underarter finns listade i Catalogue of Life.